# Miguel Hidalgo (Michoacán)
Miguel Hidalgo es una localidad del estado mexicano de Michoacán. Es parte del municipio de Tarímbaro.

## Toponimia
El nombre de la localidad rinde homenaje a Miguel Hidalgo, héroe de la Independencia de México y considerado Padre de la patria.

## Demografía
| Gráfica de evolución demográfica |
|                                  |

| Censo | Población |
| ----- | --------- |
| 1940  | 250       |
| 1950  | 362       |
| 1960  | 471       |
| 1970  | 1408      |
| 1980  | 875       |
| 1990  | 1054      |
| 2000  | 1245      |
| 2010  | 1164      |
| 2020  | 1410      |